# Voorrang van rechts
Voorrang van rechts is een voorrangssysteem in landen waar rechts gereden wordt, waarbij de bestuurder van een voertuig bij kruispunten voorrang moet verlenen aan voertuigen die van rechts naderen. Het systeem is vastgelegd in artikel 18.4.a van het Verdrag van Wenen inzake het wegverkeer voor landen waar het verkeer rechts rijdt en is van toepassing op alle situaties waarin de regel niet wordt opgeheven door voorrangsborden, inclusief zijwegen en rotondes (maar niet op paden of onverharde wegen).

## Gebruik
Het systeem wordt algemeen gebruikt in landen met rechtsrijdend verkeer, waaronder de meeste Europese landen. Wat wel verschilt, is de toepassing op ongecontroleerde kruispunten, dit zijn kruispunten waar geen lichten of borden staan. In sommige landen wordt de voorrang bij vrijwel alle kruispunten, behalve de kleinste, geregeld door voorrangsborden of verkeerslichten. In andere landen (zoals Frankrijk) wordt voorrang van rechts soms zelfs toegepast op kruispunten met veel verkeer, zoals de Place Charles de Gaulle (rond de Arc de Triomphe) en op de Boulevard Périphérique (ringweg van Parijs).
De meeste staten in de Verenigde Staten handhaven voorrang van rechts bij ongecontroleerde (vierrichtings)kruisingen, waar automobilisten voorrang moeten verlenen aan rechts, hoewel deze kruispunten minder vaak voorkomen. Steeds meer gemeenten in de VS hebben stopborden, verkeerslichten en andere aanduidingen zoals voorrang voor meerdere rijstroken of verharde versus onverharde wegen ingevoerd om de kans op botsingen op kruispunten te verkleinen en de aansprakelijkheid bij een ongeval gemakkelijker te kunnen vaststellen. 
In sommige landen geldt de regel dat rechts voorrang heeft, ondanks dat er links wordt gereden. Australië gebruikt de regel van voorrang aan rechts bij kruispunten met vier richtingen, waar alle wegen dezelfde prioriteit hebben, maar voor T-kruisingen gelden specifieke regels. Ook in Singapore en Nieuw-Zeeland geldt het principe van voorrang van rechts.

### Lokale afschaffing in België
In België pleiten experts van de Vlaamse Automobilistenbond (VAB) voor de afschaffing van de voorrang van rechts. Ze beweren dat het een achterhaalde regel is die te vaak ongelukken veroorzaakt, omdat mensen ervan uitgaan dat ze voorrang krijgen en dat het daarom veilig is over te steken. In 2017 vonden er in heel het land ruim 15.000 aanrijdingen plaats op kruispunten met voorrang van rechts (gemiddeld 42 keer per dag). Volgens de verzekeringsfederatie Assuralia is dit bijna 5% van alle schadeclaims. 
In de jaren 2010 beslisten een aantal Vlaamse gemeenten (onder meer Bekkevoort, Dilbeek, Geel, Gooik, Lede, Linter, Lubbeek, Tielt-Winge en Wervik) om het aantal kruispunten waar rechts voorrang krijgt, te verminderen en meer voorrangswegen aan te duiden door extra verkeersborden te plaatsen, namelijk omgekeerde driehoeken (B1, die weggebruikers verplichten voorrang te verlenen aan anderen voordat ze zelf oversteken) en stopborden (B5, die weggebruikers verplichten te stoppen bij het kruispunt en voorrang te verlenen aan anderen voordat ze zelf oversteken). De gemeente Glabbeek ging zelfs zo ver dat ze in december 2017 alle kruispunten met voorrang voor rechts afschafte. In de eerste helft van 2018 werden in Glabbeek twee op de negen ongevallen toegeschreven aan het negeren van een voorrangs- of stopbord, terwijl in dezelfde periode vorig jaar 18 op de 22 ongevallen verband hielden met het negeren van de voorrangsregels.

## Bewegwijzering
Er is geen bewegwijzering nodig om voorrang af te dwingen en soms is wordt deze ook niet voorzien. Er kunnen borden worden geplaatst om aan te geven of een bepaalde rijstrook voorrang heeft of voorrang moet verlenen.

Kruispunt verderop waar voorrang moet worden gegeven aan voertuigen van rechts.
Kruising verderop, waar voertuigen rechts voorrang moeten verlenen.
Voorrangsweg (voorrang op alle volgende kruispunten tot aan een einde-voorrangsweg-, voorrangs- of stopbord). In sommige landen is de betekenis gewijzigd in alleen het volgende kruispunt.
Einde voorrangsweg (voortaan geldt voorrang van rechts bij ongecontroleerde kruispunten)
Aanvullend teken van de vorm van de kruising en een definitie van de prioriteit.